# Bronson (Film)
Bronson ist eine britische Filmbiografie aus dem Jahr 2008. Der von Nicolas Winding Refn inszenierte Film zeigt die Lebensgeschichte des von Tom Hardy gespielten „gefährlichsten Häftlings Britanniens“, Michael Gordon Peterson „Charles Bronson“.

## Handlung
Die Rahmenhandlung zeigt Michael Peterson aka Charles Bronson, wie er auf einer Bühne einem (vermutlich imaginären) Publikum in einer Art Vaudeville-Performance seine Lebensgeschichte erzählt. 
Michael Peterson fühlte sich schon immer zu Höherem berufen, weswegen er unbedingt berühmt werden wollte. Er kann weder singen, noch schauspielern, weswegen es für ihn unmöglich scheint, sich einen Namen zu machen. Eigentlich kommt er aus gutem Haus und ist behütet aufgewachsen, aber dennoch liebt er es, andere Menschen, darunter Mitschüler und Lehrer, zu schlagen. Nach der Schule sucht er sich den erstbesten Job, den er finden kann und verliebt sich in Irene. Aber nachdem beide ein Kind haben, fühlt er sich in der Mittelmäßigkeit gefangen, weswegen er mit einer abgesägten Schrotflinte ein Postgeschäft überfällt, was ihm sieben Jahre Gefängnis einbringt. Sieben Jahre können ein langsamer monotoner Albtraum sein. Dabei sah er sich immer als Comedian, weswegen er seine Zelle als Hotelzimmer sieht, in der er seine Fähigkeiten entwickelt. Und er trainiert hart, damit er sich immer wieder mit Mithäftlingen und Wächtern prügeln kann. Die meiste Zeit verbringt er in Einzelhaft, wenn er nicht von Gefängnis zu Gefängnis verlegt wird. Unglücklicherweise begeht er einen gewaltigen Fehler. Er landet in einer Nervenheilanstalt, wo er mit Drogen ruhiggestellt wird. Bei einem Ausbruchsversuch versucht er einen weiteren Insassen zu töten. Aber das scheitert und Peterson wird für weitere 26 Jahre verurteilt und in eine Nervenheilanstalt für Kriminelle verlegt.
Nachdem er 1983 47 Stunden auf dem Dach des Broadmoor Gefängnisses verbrachte, wird er im Oktober 1988 in die Freiheit entlassen. Seine Eltern nehmen ihn wieder bei sich auf. Doch Peterson vermisst sein altes Elternhaus aus seiner Kindheit in Luton. Daher sucht er Onkel Jack auf und verbringt einige Zeit bei ihm und seinen Mädchen. Anschließend besucht er einen alten Mithäftling, der innerhalb von zehn Jahren einen gut laufenden Club aufgebaut hat. Dieser gibt ihm den Kampfnamen Charles Bronson und organisiert illegale Kämpfe. Bronson fühlt sich fortan als Künstler, der gegen Geld „Zigeuner“, Kampfhunde und mehrere Männer auf einmal zusammenschlägt. Er lernt auch ein junges Mädchen kennen, dem er nach einer Weile seine Liebe gesteht. Da sie ihn aber zurückweist, bricht er bei einem Juwelier ein, um ihr anschließend erneut seine Liebe zu gestehen. Doch sie weist ihn wiederum ab und so freut sich Bronson, zumindest wieder im Gefängnis zu sein.
Und dort macht er weiter, wo er vor nicht einmal 70 Tagen aufgehört hat. Er schlägt sich weiterhin mit Wächtern und Häftlingen. Außerdem nimmt er immer mal wieder Geiseln, darunter auch den Gefängnisbibliothekar Andy Love, der in seine Zelle gekommen war, um Bücher zu verteilen. Aber Bronson sucht weniger den Tod seiner Opfer, als die Konfrontation mit anderen. Irgendwann nimmt er an Danielsons Kunstunterricht teil, wo er seine kreative Seite entdeckt. Danielson redet ihm gut zu und glaubt Menschenkenntnis zu haben, weswegen er sich beim Gefängnisdirektor für Petersons bzw. Bronsons Bewährung einsetzt. Aber stattdessen macht Bronson ihn zu seiner nächsten Geisel, damit er sich erneut mit den Wächtern anlegen kann. Nackt und mit dunkler Farbe bemalt stellt er sich den Wärtern, welche den Kunstraum stürmen, wird jedoch nach kurzer Zeit überwältigt. 
Die letzte Szene zeigt Bronson, blutig und geschlagen, nun in einen winzigen Käfig gesperrt.

## Kritik
„Der nach der Biografie eines Strafgefangenen gestaltete Film beschreibt einen mörderischen Kreislauf aus Gewalt und Gegengewalt. Der dänische Regisseur lässt in seinem zweiten britischen Film seinen inszenatorischen Mitteln freien Lauf, was zunächst zu einem visuellen Feuerwerk voller Gewaltausbrüche und anderer drastischer Szenen führt, später aber zu Abstumpfung führt.“

## Hintergrund
Weltweit konnte der Film etwas mehr als 2 Mio. US-Dollar an den Kinokassen wieder einspielen. In Deutschland ist der Film seit dem 22. Dezember 2009 auf DVD erhältlich.

## Auszeichnungen
British Independent Film Award 2009
- Bester Hauptdarsteller (Tom Hardy)
- Nominierung: Beste Produktion

Sundance Film Festival Jurypreis 2009
- Nominierung: Bester ausländischer Spielfilm

Chlotrudis Awards 2010
- Beste Entdeckung

Evening Standard British Film Award 2010
- Nominierung: Bester Darsteller (Tom Hardy)

London Critics’ Circle Film Award 2010
- Nominierung: Bester Hauptdarsteller (Tom Hardy)